# Serhi Timojov
Serhi Timojov –en ucraniano, Сергій Тімохов– (9 de mayo de 1972) es un deportista ucraniano que compitió en vela en la clase Soling.
Ganó tres medallas en el Campeonato Mundial de Soling entre los años 1998 y 2003, y cuatro medallas en el Campeonato Europeo de Soling entre los años 1998 y 2006.

## Palmarés internacional
| \| Campeonato Mundial \| Campeonato Mundial \| Campeonato Mundial \| Campeonato Mundial \| \| Año \| Lugar \| Medalla \| Clase \| \| ------------------ \| -------------------------- \| ------------------ \| ------------------ \| \| 1998 \| Milwaukee (Estados Unidos) \| Medalla de plata \| Soling \| \| 2000 \| Murcia (España) \| Medalla de plata \| Soling \| \| 2003 \| Balatonfüred (Hungría) \| Medalla de oro \| Soling \| \| Campeonato Europeo \| \| \| \| \| Año \| Lugar \| Medalla \| Clase \| \| 1998 \| Izola (Eslovenia) \| Medalla de oro \| Soling \| \| 1999 \| Sandefjord (Noruega) \| Medalla de plata \| Soling \| \| 2000 \| La Rochelle (Francia) \| Medalla de bronce \| Soling \| \| 2006 \| Balatón (Hungría) \| Medalla de oro \| Soling \| |                            |                   |        |
| Campeonato Mundial |                            |                   |        |
| Año | Lugar                      | Medalla           | Clase  |
| 1998 | Milwaukee (Estados Unidos) | Medalla de plata  | Soling |
| 2000 | Murcia (España)            | Medalla de plata  | Soling |
| 2003 | Balatonfüred (Hungría)     | Medalla de oro    | Soling |
| Campeonato Europeo |                            |                   |        |
| Año | Lugar                      | Medalla           | Clase  |
| 1998 | Izola (Eslovenia)          | Medalla de oro    | Soling |
| 1999 | Sandefjord (Noruega)       | Medalla de plata  | Soling |
| 2000 | La Rochelle (Francia)      | Medalla de bronce | Soling |
| 2006 | Balatón (Hungría)          | Medalla de oro    | Soling |